# Адила (деревня)
А́дила (эст. Adila) — деревня в волости Кохила уезда Рапламаа, Эстония. 

## География и описание
Расположена в 9 километрах к юго-западу от волостного центра — посёлка Кохила, и в 15 километрах к северо-западу от уездного центра — города Рапла. Высота над уровнем моря — 69 метров.
Официальный язык — эстонский. Почтовый индекс — 79704.

## Население
По данным переписи населения 2011 года, в деревне проживали 33 человека, все — эстонцы.
По данным переписи населения 2021 года, в деревне насчитывалось 48 жителей, из них 23 (47,9 %) — эстонцы.
Численность населения деревни Адила по данным переписей населения:
| Год  | 1959 | 1970 | 1979 | 1989 | 2000 | 2011 | 2021 |
| ---- | ---- | ---- | ---- | ---- | ---- | ---- | ---- |
| Чел. | 35   | ↗ 43 | ↗ 49 | ↘ 34 | ↗ 36 | ↘ 33 | ↗ 48 |

## История
Первые упоминания о мызе Адила (нем. Adell) относятся к 1586 году. В XIX веке эта мыза поглотила находившуюся деревню в непосредственной близости  Коотья. К нынешнему времени от мызы и её водочной фабрики остались лишь развалины.

## Известные уроженцы
- Месикяпп, Лайне (1915–2012) –  актриса театра и кино, певица, танцовщица, исполнительница народных песен, коллекционер. Заслуженный деятель искусств Эстонской ССР (1967).